# Il duello
Il duello è una commedia per musica di Giovanni Paisiello su libretto di Giovanni Battista Lorenzi.

## Trama
L'azione è ambientata a Napoli. Bettina e il suo corteggiatore Don Policronio vivono seguendo la moda e l'usanza francese dell'epoca. Anche Leandro è innamorato di Bettina, ma lei preferisce il corteggiamento alla francese di Policronio e quindi manda suo fratello Don Simone da lui per stabile il contratto di matrimonio. Nonostante ciò Leandro non si dà per vinto: inizialmente cerca d'ottenere con la corruzione l'aiuto di Topo, un servitore di Don Policronio, ma visto il suo rifiuto, passa alle minacce di morte. Quindi Topo si vede costretto nel tradire il padrone ed allearsi con Leandro, al quale propone di fingere un duello con pistole caricate con polvere da sparo innocua. Il piano riesce, Leandro durante il duello simula di rimanere uccise e Don Policronio, per evitare di essere perseguitato dalla giustizia, è costretto a nascondersi e poi fugge via. Quindi ora Bettina è libera, ma inaspettatamente la locandiera Fortunata riceve una visitatrice, la malinconica Clarice, la quale è alla ricerca di Leandro, che le aveva promesso qualche tempo prima di sposarla, però era fuggito via senza lasciare tracce. Dato che Policronio è uscito di scena, Leandro chiede la mano di Bettina, la quale vedendo il suo delirio amoroso per lei, decide di accettare e chiede quindi al fratello di cambiare contratto a favore del suo nuovo corteggiatore. Nel frattempo Policronio torna e confessa prima a Clarice e poi a Don Simone di aver ucciso Leandro in duello, ma quest'ultimo stupito gli risponde che non è vero perché costui è vivo e vegeto; a sbrogliare definitivamente il nodo ci pensa lo scaltro servo Topo che confessa al padrone tutto il piano progettato con Leandro. La commedia si conclude con la doppia riunione tra Bettina e Don Policronio e tra Clarice e Leandro.

## Storia
Ebbe la sua prima al Teatro Nuovo di Napoli durante la primavera del 1774. Alla prima tra i cantanti si esibirono il tenore Nicola Grimaldi nel ruolo di Leandro, il basso Gennaro Luzio nella parte di Don Policronio e il soprano Marianna Monti nei panni di Bettina, la quale seppe strappare molti applausi durante questa rappresentazione.
L'opera, come Le due contesse, altra commedia che Paisiello rappresentò due anni dopo a Roma, è una caricatura del duello nella società francese dell'epoca. Inizialmente scritta in napoletano, fu tradotta in italiano da Lorenzi appunto per la prima messa in scena. Il lavoro fu ripreso dallo stesso compositore nel 1782, all'epoca del suo servizio alla corte di Caterina II di Russia, e fu rappresentata nuovamente come Il duello comico.